# مارکوس سوگیاما
مارکوس سوگیاما (انگلیسی: Marcos Sugiyama) متولد ۱۶ نوامبر ۱۹۷۳) بازیکن برزیلی ژاپنی والیبال که در حال حاضر عضو باشگاه سانتوری است. سوگیاما تا سال ۲۰۱۲ عضو تیم ملی ژاپن بود. او از پدری برزیلی و مادری ژاپنی به دنیا آمد. کارکوس در سال ۲۰۰۵ به عنوان باارزش ترین بازیکن قهرمانی آسیا دست یافت.